# Hymenonema
Hymenonema là một chi thực vật có hoa trong họ Cúc (Asteraceae).

## Loài
Chi Hymenonema gồm các loài: